# Küstenschutzschiff
Ein Küstenschutzschiff (oder Küstenwachschiff) ist ein leichtes Mehrzweckkampfschiff, das hauptsächlich zur Überwachung der eigenen Territorialgewässer dient. Die Wasserverdrängung dieser Schiffe bewegt sich in Größenordnungen von 70 bis 2000 Tonnen.

## Beschreibung
Da die Größe dieser Schiffe stark variiert, ist auch die Bewaffnung sehr unterschiedlich und entspricht den Erfordernissen ihrer jeweiligen Einsatzgebiete. Meist werden kleine bis mittlere Universalgeschütze verwendet. In jüngster Zeit gehört die Überwachung der sogenannten Wirtschaftszone mit zu den Hauptaufgaben, wie es zum Beispiel die isländische Küstenwacht bei Auseinandersetzungen mit ausländischen Fischereischiffen im Jahr 1982 praktiziert hatte, weil diese Fanggebiete und Fangquoten nicht eingehalten hatten. Des Weiteren werden Küstenschutzschiffe eingesetzt, um illegale Einwanderer, die per Boot in ein Staatsgebiet einwandern wollen, abzufangen. Auch in Zeiten des Anti-Terror-Kampfes gewinnen Küstenschutzschiffe an Bedeutung.
In den Vereinigten Staaten gehören die größeren Wasserfahrzeuge der Coast Guard dazu. Küstenschutzschiffe versehen neben dem Wach- und Aufsichtsdienst auch den Eispatrouillendienst, wie beispielsweise den International Ice Patrol, an dem mehrere Nationen beteiligt sind. In der Regel sind diese Schiffe stärker bewaffnet und verfügen über technische Anlagen zur See- und Luftraumüberwachung. Modernere Einheiten der Küstenwacht sind universell einsetzbar und können mit zusätzlicher Ausstattung auch Aufgaben in der Flotte wahrnehmen. 

## Volksmarine
In der DDR war der Begriff Küstenschutzschiff (KSS) ein spezifischer Typ der Volksmarine, der in der Sowjetunion als „Wachschiff“ bezeichnet wurde. Von der NATO wurden Einheiten dieses Typs als Fregatten eingestuft.
Küstenschutzschiffsklassen der Volksmarine:
- Projekt 50 (1956)
- Projekt 1159 (1979)
- Projekt 133.1 (1981)

## Galerie

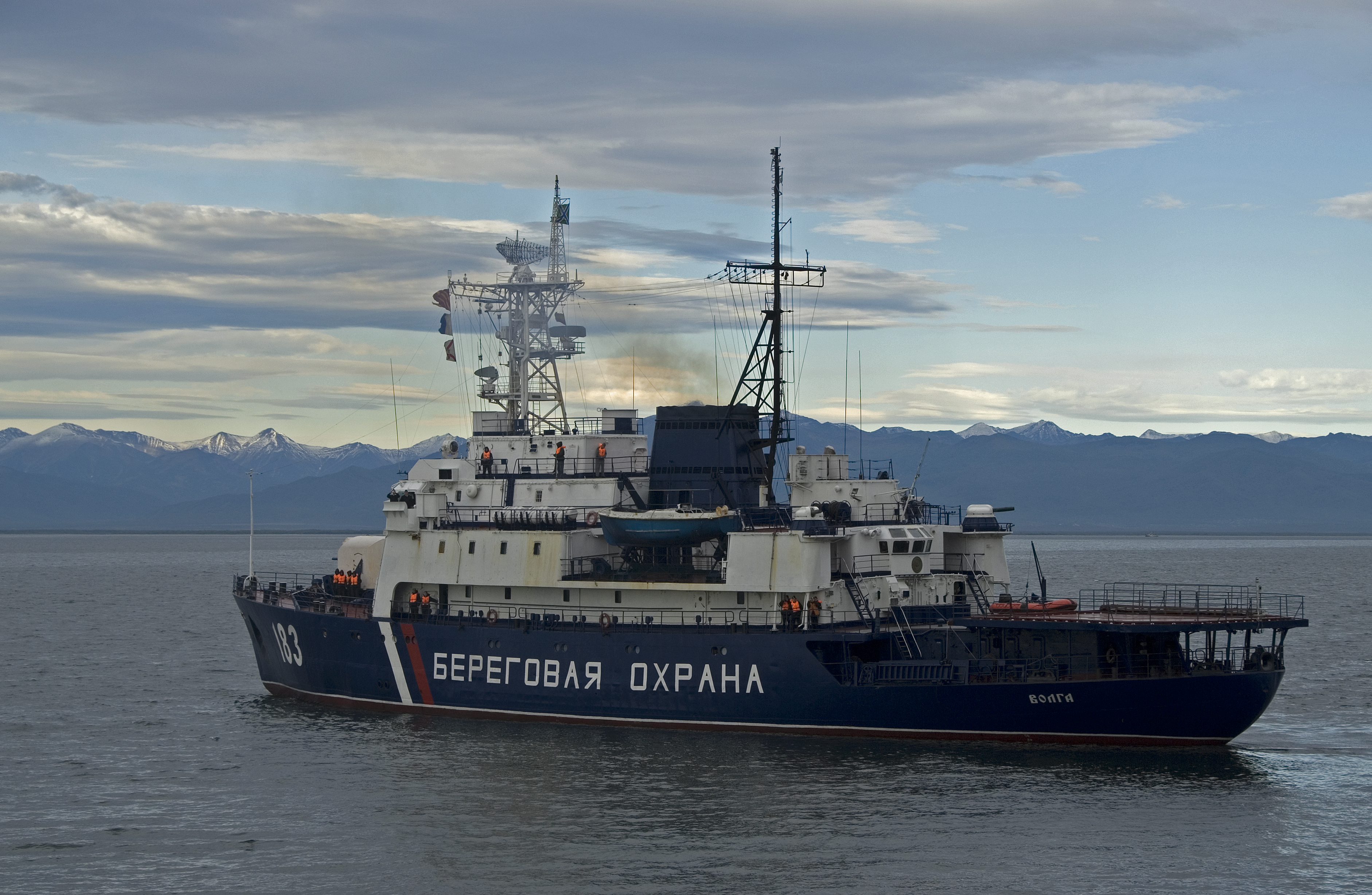
Russisches Küstenwachschiff Wolga vor Petropawlowsk- Kamtschatski (2007)
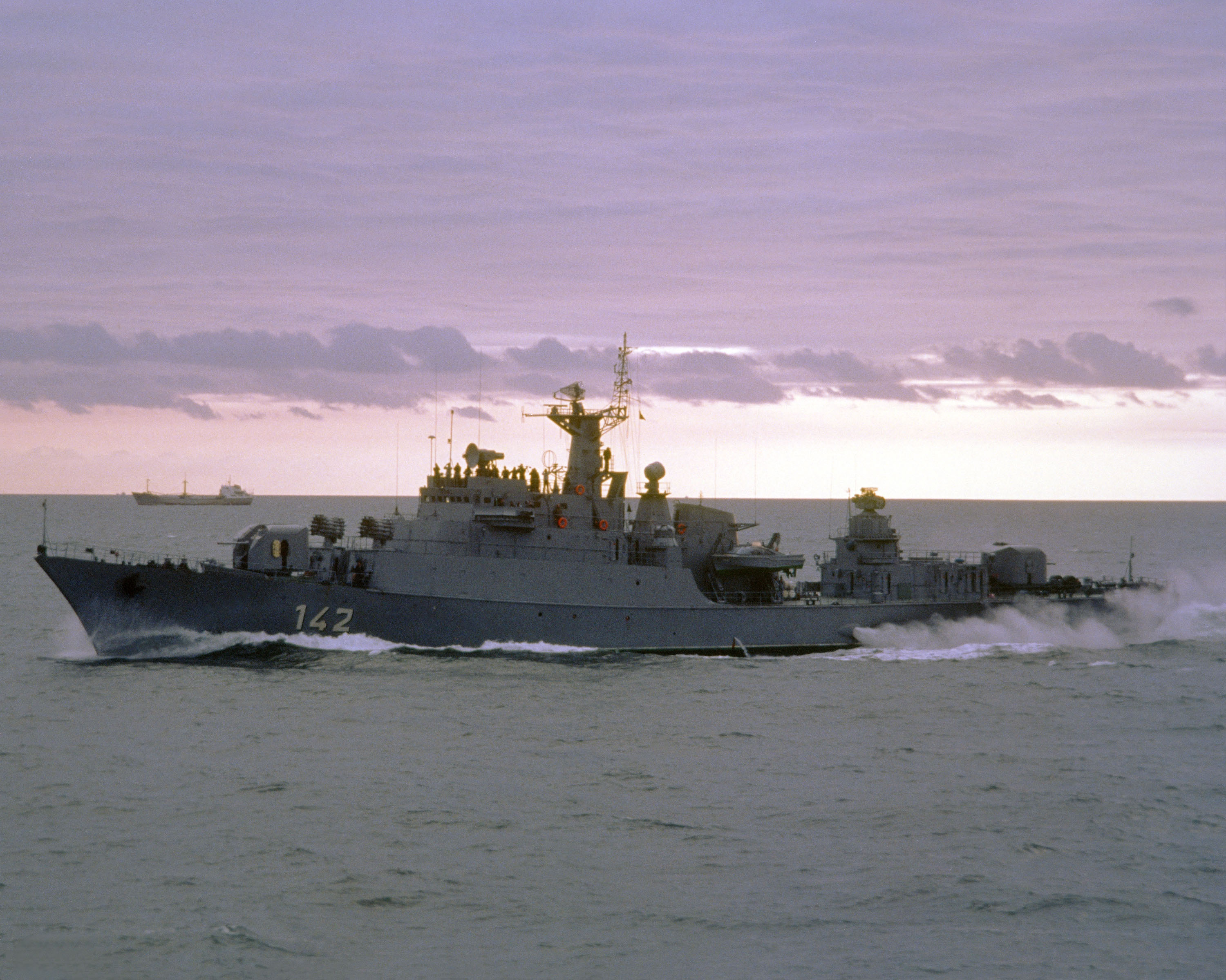
Küstenschutzschiff „Berlin, Hauptstadt der DDR“ der Volksmarine, Projekt 1159
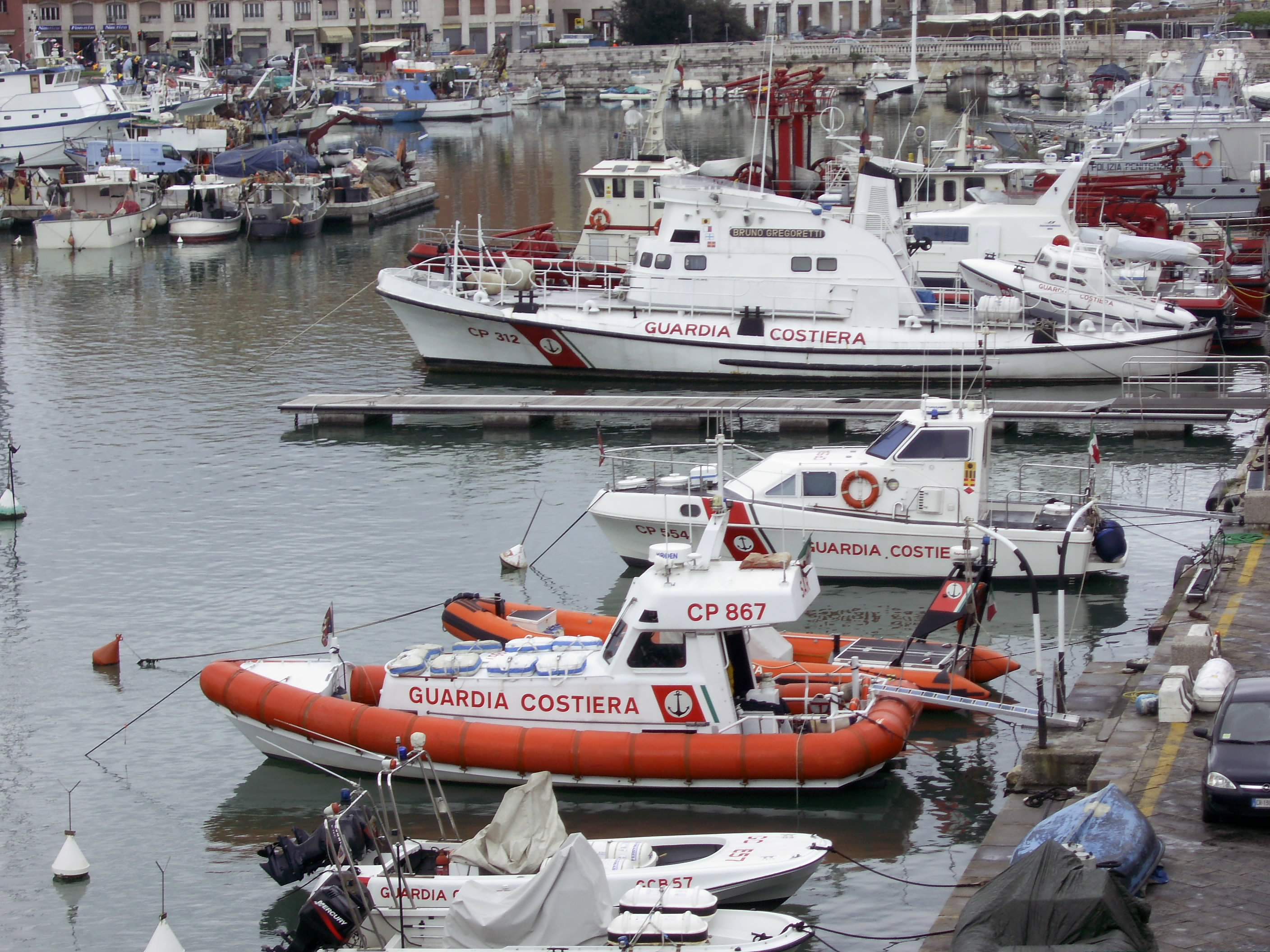
Küstenschutzschiffe der italienischen Guardia Costiera
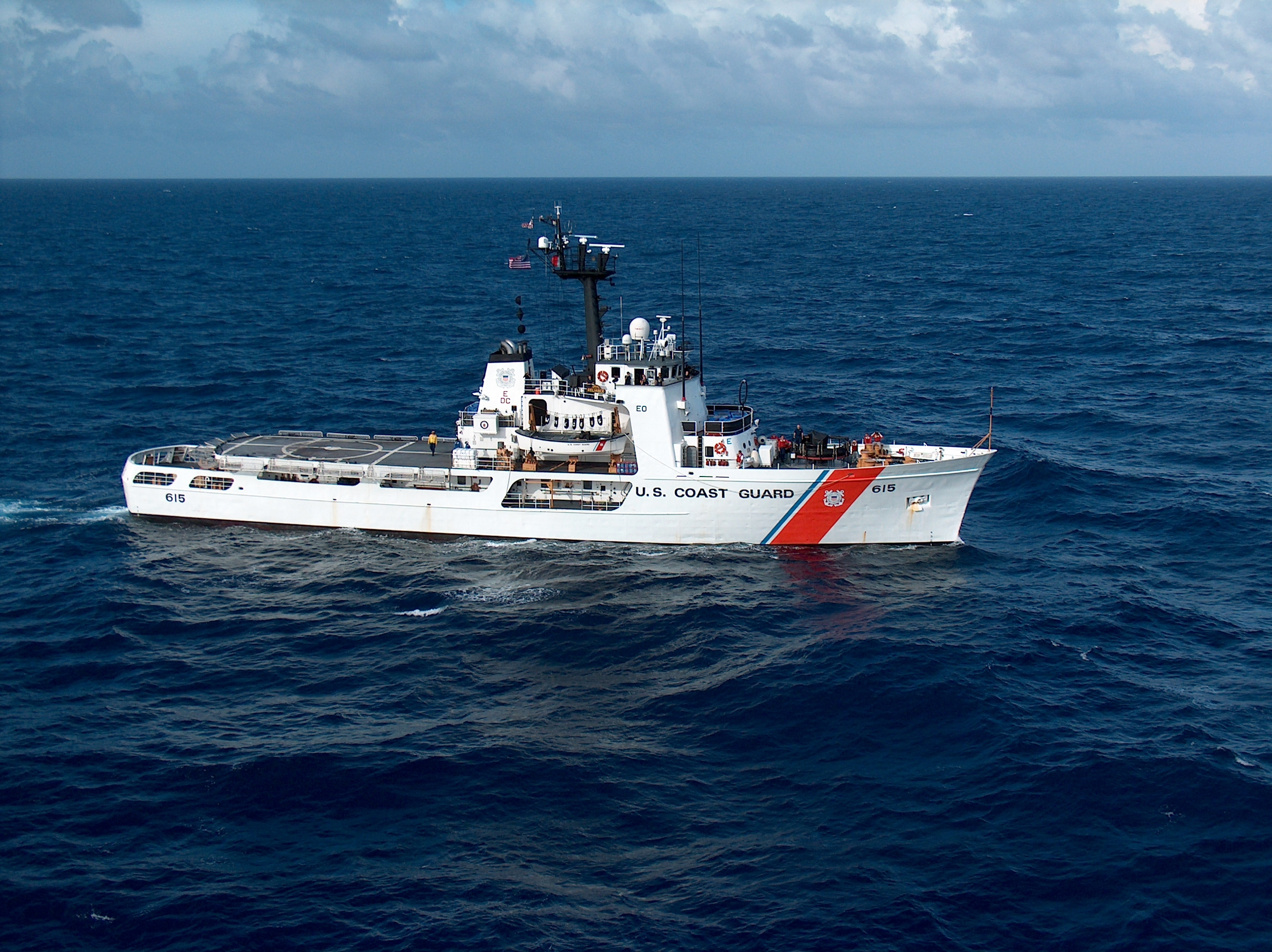
US-Küstenwach-Kutter der Reliance-Klasse